# FC Edmonton
FC Edmonton is een voetbalclub uit de Canadese stad Edmonton. De club is opgericht in 2010 en speelde van 2019 tot en met 2022 in de Canadian Premier League (CPL).
De thuiswedstrijden worden in het Clarke Stadium gespeeld, dat plaats biedt aan 5.100 toeschouwers.

## Geschiedenis

### Voorgeschiedenis
In 2003 werd de voetbalclub Edmonton Aviators opgericht. Deze kwam alleen in het seizoen 2004 in de A-League uit. Halverwege het seizoen verkeerde de club in financiële problemen en werd ze overgenomen door de bond de United Soccer Leagues. Onder de naam "FC Edmonton" werd het seizoen afgemaakt en daarna werd de club opgeheven.

### Clubgeschiedenis
Begin 2010 werd er te Edmonton een nieuwe club opgericht die net als de ter ziele gegane club de naam FC Edmonton ging dragen. In februari 2010 werd Dwight Lodeweges aangesteld als eerste hoofdcoach met als assistent Hans Schrijver en Mel Kowalchuk als technisch directeur. In december 2010 werd Harry Sinkgraven nieuwe trainer.
In de periode 2011–2017 kwam de club uit in de North American Soccer League, een competitie met voornamelijk Amerikaanse ploegen. In 2018 was de club een jaar lang inactief na de opdoeking van die competitie.
FC Edmonton was een van de stichtende leden van de Canadian Premier League en kwam sinds 2019 (de eerste jaargang) uit in deze profcompetitie. De ploeg eindigde in de periode 2020–2022 tweemaal laatste en eenmaal voorlaatste. Er waren daarenboven geregeld minder dan 1000 toeschouwers bij wedstrijden. De combinatie van deze aspecten met de relatief gebrekkige infrastructuur en lage inkomsten zorgden ervoor dat het CPL-bestuur in november 2022 besloot om de club in 2023 niet langer tot de competitie toe te laten.

## Resultatenoverzicht
| 2011 | NASL          | 5e            | Kwartfinale         | Halve finale        |               |               |               |               |               |               |               |               |               |               |               |
| 2012 | NASL          | 8e            | Niet gekwalificeerd | Halve finale        |               |               |               |               |               |               |               |               |               |               |               |
| 2013 | NASL          | 7e            | Niet gekwalificeerd | Halve finale        |               |               |               |               |               |               |               |               |               |               |               |
| 2014 | NASL          | 6e            | Niet gekwalificeerd | Halve finale        |               |               |               |               |               |               |               |               |               |               |               |
| 2015 | NASL          | 7e            | Niet gekwalificeerd | Halve finale        |               |               |               |               |               |               |               |               |               |               |               |
| 2016 | NASL          | 3e            | Halve finale        | Eerste ronde        |               |               |               |               |               |               |               |               |               |               |               |
| 2017 | NASL          | 7e            | Niet gekwalificeerd | Eerste ronde        |               |               |               |               |               |               |               |               |               |               |               |
| 2018 | Niet gespeeld | Niet gespeeld | Niet gespeeld       | Niet gespeeld       | Niet gespeeld | Niet gespeeld | Niet gespeeld | Niet gespeeld | Niet gespeeld | Niet gespeeld | Niet gespeeld | Niet gespeeld | Niet gespeeld | Niet gespeeld | Niet gespeeld |
| 2019 | CPL           | 4             | Niet gekwalificeerd | 2e voorronde        |               |               |               |               |               |               |               |               |               |               |               |
| 2020 | CPL           | 8             | Niet gekwalificeerd | Niet gekwalificeerd |               |               |               |               |               |               |               |               |               |               |               |
| 2021 | CPL           | 7             | Niet gekwalificeerd | Voorronde           |               |               |               |               |               |               |               |               |               |               |               |
| 2022 | CPL           | 8             | Niet gekwalificeerd | Voorronde           |               |               |               |               |               |               |               |               |               |               |               |

## Spelers

### Bekende ex-spelers
- Rein Baart
- Sander van Gessel
- Paul Matthijs

## Trainers
- Dwight Lodeweges (2010)
- Harry Sinkgraven (2010-2012)
- Colin Miller (2012-2017)
- Jeff Paulus (2017)